# Roning under sommer-OL 1900
Roning var med på det olympiske program for første gang ved OL 1908 i Paris. Der blev konkurreret i fire rodiscipliner. Otte nationer var repræsenteret med i alt 108 roere. Roningen blev gennemført på Seinen og var kun for mænd. Konkurrencerne fandt sted 25. og 26. august på en 1.750 m lang bane.

## Medaljer
| Roning OL 1900 Paris | Roning OL 1900 Paris | Roning OL 1900 Paris | Roning OL 1900 Paris | Roning OL 1900 Paris | Roning OL 1900 Paris |
| -------------------- | -------------------- | -------------------- | -------------------- | -------------------- | -------------------- |
| Nr.                  | Land                 | Guld                 | Sølv                 | Bronze               | Total                |
| 1.                   | Frankrig             | 2                    | 3                    | 1                    | 6                    |
| 2.                   | Tyskland             | 1                    | 0                    | 2                    | 3                    |
| 3.                   | Blandet hold         | 1                    | 0                    | 0                    | 1                    |
| 3.                   | USA                  | 1                    | 0                    | 0                    | 1                    |
| 5.                   | Holland              | 0                    | 1                    | 1                    | 2                    |
| 6.                   | Belgien              | 0                    | 1                    | 0                    | 1                    |
| 7.                   | Storbritannien       | 0                    | 0                    | 1                    | 1                    |
| Totalt               | Totalt               | 5                    | 5                    | 5                    | 15                   |

### Singlesculler
Der stillede 12 både op i singlesculler. Efter to semifinaler skulle de to bedste fra hvert heat i finalen, men britiske Sainte-George Ashe, som blev nummer tre, indgav protest (uvist på hvilket grundlag) og fik lov til at stille op også. Franskmanden Louis Prével kæntrede og nåede ikke i mål; hans protest gav ikke noget resultat.
| Plads | Land | Udøver             | Tid        |
| ----- | ---- | ------------------ | ---------- |
| 1.    | FRA  | Hermann Barrelet   | 7.35,6 min |
| 2.    | FRA  | André Gaudin       | 7.41,6     |
| 3.    | GBR  | Sainte-George Ashe | 8.15,6     |
|       | FRA  | Robert d'Heilly    | 8.16,0     |
|       | FRA  | Louis Prével       | (udgik)    |

### Toer med styrmand
I denne bådtype var syv både indskrevet, men en fransk båd stillede ikke op. De to bedste både i hvert heat gik i finalen.
| Plads | Land         | Udøver                                                     | Tid         |
| ----- | ------------ | ---------------------------------------------------------- | ----------- |
| 1.    | Blandet hold | HOL François Brandt HOL Roelof Klein FRA (ukendt styrmand) | 7.34,2 min  |
| 2.    | FRA          | Lucien Martinet René Waleff (ukendt styrmand)              | 7.34,4 min. |
| 3.    | FRA          | Carlos Deltour Antoine Védrenne Raoul Paoli (styrm.)       | 7.57,2 min  |
|       | FRA          | Pierre Ferlin Matieu (ukendt styrmand)                     | 8.01,0 min  |

### Firer med styrmand
Denne disciplin gav anledning til en del postyr og endte med, at blev afholdt to A-finaler, der begge regnes for officielle i OL-historien.

#### Første finale
Der blev afholdt tre indledende heats, og vinderne gik i finalen sammen med toerne fra tredje heat, hvor fire både dystede (mod tre i de to øvrige). Imidlertid var alle både i første heat betydeligt langsommere end de fleste bådene i de to andre heats, og arrangørerne ville gerne lave endnu et kvalifikationsheat. Det lykkedes dog ikke at få kontakt til alle relevante både, og så besluttede man, at finalen skulle omfatte alle tre vindere samt de tre hurtigste både derefter. Der var dog ikke taget højde for, at banen ikke var designet til mere end fire både, hvilket fik til følge, at alle tre heatvindere nægtede at stille op. De tre hurtigste af bådene, der ikke vandt heatene stillede derpå op til det, der var planlagt til at være finalen:
| Plads | Land | Udøver                                                                         | Tid        |
| ----- | ---- | ------------------------------------------------------------------------------ | ---------- |
| 1.    | FRA  | Henri Bouckaert Jean Cau Émile Delchambre Henri Hazebrouck Charlot (styrm.)    | 7.11,0 min |
| 2.    | FRA  | Georges Lumpp Charles Perrin Daniel Soubeyran Émile Wegelin (ukendt styrm.)    | 7.18,0 min |
| 3.    | GER  | Wilhelm Carstens Julius Körner Adolf Möller Hugo Rüster Max Ammermann (styrm.) | 7.18,2 min |

#### Anden finale
Løsningen med den første finale var dog ikke tilfredsstillende for nogen parter, og det blev derfor besluttet at afholde endnu en finale. Til denne finale skulle de tre heatvindere samt vinderne af den første finale deltage, men roerne i denne båd var ikke interesseret, fordi de følte, at de allerede havde vundet konkurrencen. Derfor blev den anden finale afholdt med blot de tre oprindelige heatvindere.
| Plads | Land | Udøver                                                                                   | Tid        |
| ----- | ---- | ---------------------------------------------------------------------------------------- | ---------- |
| 1.    | GER  | Oskar Goßler Gustav Goßler Walter Katzenstein Waldemar Tietgens Carl Goßler (styrm.)     | 5.59,0 min |
| 2.    | HOL  | Johannes Terwogt Coenraad Hiebendaal Geert Lotsij Paul Lotsij Hermanus Brockmann(styrm.) | 6.03,0 min |
| 3.    | GER  | Ernst Felle Otto Fickeisen Carl Lehle Hermann Wilker Franz Kröwerath (styrm.)            | 6.05,0 min |

### Otter
I denne bådtype stillede fem både op, og de tre bedste gik i finalen; en fransk båd udgik i indledende heat.
| Plads | Land | Udøver | Tid        |
| ----- | ---- | --- | ---------- |
| 1.    | USA  | Vesper Boat Club William Carr, Harry DeBaecke, John Exley, John Geiger, Edwin Hedley, James Juvenal, Roscoe Lockwood, Edward Marsh, Louis Abell (styrm.)                                              | 6.07,8 min |
| 2.    | BEL  | R.C Nautique de Gand Jules de Bisschop, Prospère Bruggeman, Oscar de Somville, Oscar de Cock, Maurice Hemelsoet, Marcel van Crombrugge, Frank Odberg, Maurice Verdonck, Alfred Van Landeghem (styrm.) | 6.13,8     |
| 3.    | HOL  | Minerva Amsterdam François Brandt, Johannes van Dijk, Roelof Klein, Ruurd Leegstra, Walter Middelberg, Hendrik Offerhaus, Walter Thijssen, Henricus Tromp, Hermanus Brockmann (styrm.)                | 6.23,0     |
| 4.    | GER  | Germania Ruder Club, Hamburg Oskar Goßler Gustav Goßler Walter Katzenstein Waldemar Tietgens Ernst Jencquel, Edgar Katzenstein, Theodor Laurezzari, Arthur Warncke, (ukendt fransk styrm.)            | 6.33,0     |